# ادوارد آتایان
ادوارد رافائلی آتایان (ارمنی: Էդվարդ Ռաֆայելի Աթայան؛ زادهٔ ۱۰ فوریهٔ ۱۹۳۲ - درگذشته ۱ ژانویهٔ ۲۰۰۲) فیلسوف و زبان‌شناس اهل ارمنستان بود.

## زندگی‌نامه
وی در ۱۰ فوریهٔ ۱۹۳۲ در ایروان به دنیا آمد و از دانشگاه دولتی زبان‌شناسی ایروان فارغ‌التحصیل گشت. وی برنده جوایزی همچون مدال موسس خورناتسی است. وی عضو فرهنگستان ملی علوم ارمنستان بود. وی در ۱ ژانویهٔ ۲۰۰۲ در سن ۶۹ سالگی در ایروان درگذشت.

## نگارخانه

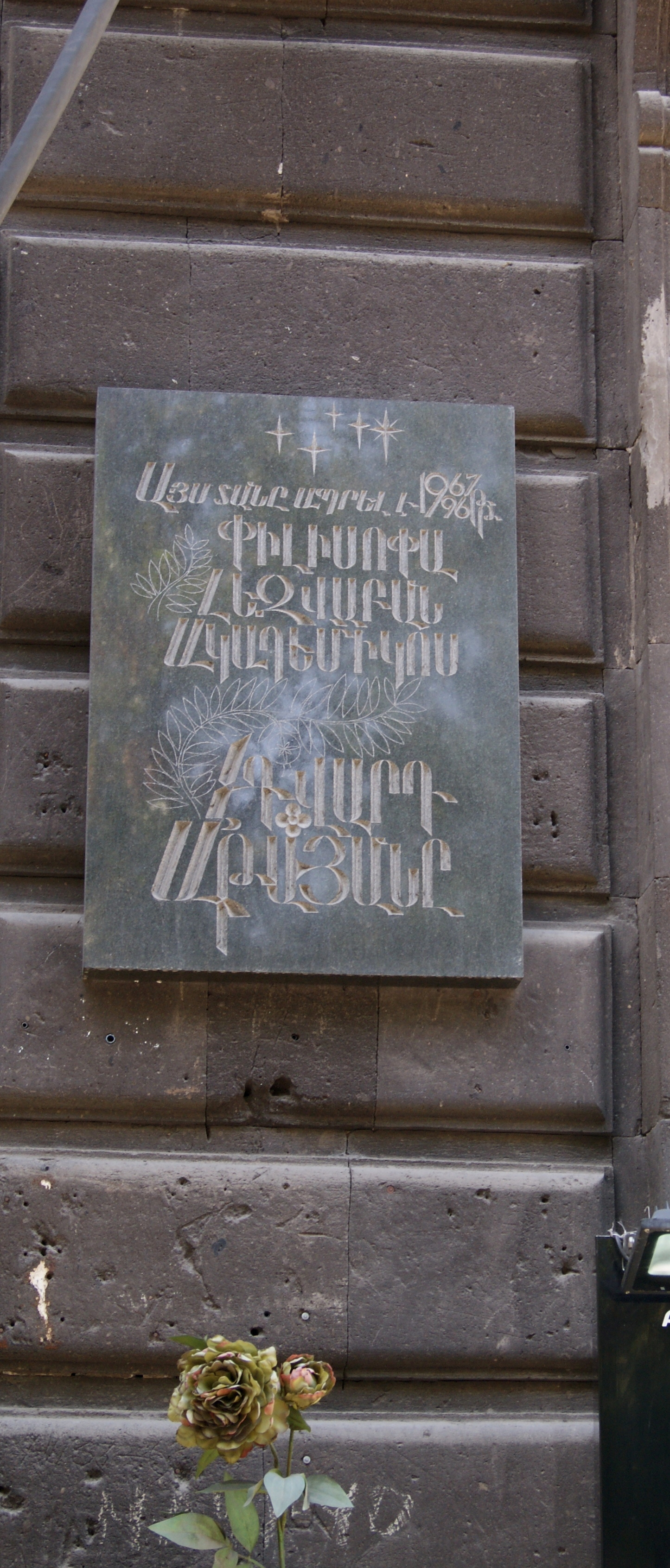